# Stratiomys choui
Stratiomys choui är en tvåvingeart som först beskrevs av Lindner 1940.  Stratiomys choui ingår i släktet Stratiomys och familjen vapenflugor. Inga underarter finns listade i Catalogue of Life.